# تپه عیسی خان ۱
تپه عیسی خان ۱ مربوط به سده‌های اولیه، میانه و متاخر دوران‌های تاریخی پس از اسلام است و در شهرستان ملایر، بخش جوکار، دهستان ترک غربی، در میان اراضی روستای کمری واقع شده و این اثر در تاریخ ۷ اسفند ۱۳۸۶ با شمارهٔ ثبت ۲۱۶۱۷ به‌عنوان یکی از آثار ملی ایران به ثبت رسیده است.